# August Gremli
August Gremli (* 15. März 1833 in Kreuzlingen; † 30. März 1899 ebenda) war ein Schweizer Mediziner und Botaniker. Sein offizielles botanisches Autorenkürzel lautet „Gremli“.

## Leben und Wirken
August Gremli, Sohn des Bezirksarztes Johannes Gremli, studierte Medizin in Berlin und München und absolvierte anschliessend eine Lehre als Apotheker in Karlsruhe. Ab 1876 war er als Konservator im Herbarium von Émile Burnat in Nant bei Vevey tätig; ab 1899 lebte er wieder in Kreuzlingen.
Er veröffentlichte mehrere Werke zur Flora in der Schweiz, 1867 sein Hauptwerk Exkursionsflora der Schweiz. Mit Burnat veröffentlichte er mehrere Aufsätze zur Flora der Meeralpen. 
Zusammen mit dem Apotheker Johannes Schalch (1796–1874) entdeckte er die vielfältige Flora, die Rosen und die Orchideen des Wangental bei Schaffhausen.

## Schriften
- August Gremli: Exkursionsflora der Schweiz, 1867
- August Gremli: Beiträge zur Flora der Schweiz, 1870
- August Gremli: Neue Beiträge zur Flora der Schweiz, 1890–1890, mehrere Bände

## Nachweise
1. ↑  „Geschichte des Wangental“, Kurt Bächtold, Schaffhauser Mappe 1993

| Personendaten    | Personendaten                     |
| ---------------- | --------------------------------- |
| NAME             | Gremli, August                    |
| KURZBESCHREIBUNG | Schweizer Mediziner und Botaniker |
| GEBURTSDATUM     | 15. März 1833                     |
| GEBURTSORT       | Kreuzlingen                       |
| STERBEDATUM      | 30. März 1899                     |
| STERBEORT        | Kreuzlingen                       |